# Mesida gemmea
Mesida gemmea är en spindelart som först beskrevs av Johan Coenraad van Hasselt 1882.  Mesida gemmea ingår i släktet Mesida och familjen käkspindlar. Inga underarter finns listade i Catalogue of Life.